# Phrogram
Phrogram (anteriormente Kid's Programming Language, or KPL) es un lenguaje de programación diseñado para ser inteligible y fácil para los niños. La versión 1 (KPL) fue finalizada en agosto de 2005, y la versión 2 (Phrogram) es ahora mismo la versión más actual.

## Detalles técnicos
Phrogram es un lenguaje de programación y un IDE que guarda cierta similitud con Visual Basic. El lenguaje soporta un número de datos complejos, incluyendo estructuras.
Phrogram depende de Microsoft .NET Framework y provee muchas funciones y métodos para interactuar con esa plataforma. Por esto, Phrogram actualmente solo puede usarse en la serie de sistemas operativos Microsoft Windows que soporten.NET Framework.
Un programa de Phrogram es una colección de bloques anidados. En el nivel mayor hay un bloque Program, y dentro de este, otros bloques Method y Function son definidos. Las funciones y los métodos (functions y methods) son ambos un conjunto de acciones reusables, pero existe una diferencia: las funciones devuleven un valor y los métodos no tienen esa obligación. Las estructuras (structures) son declaradas fuera de métodos y funciones. Las variables deben ser declaradas en el momento de declaración.

## ¡Hola, Mundo! en KPL
```
Program Hello_World
    Method Main()
        PrintLine ("Hello, World")
    End Method
End Program

```

## Filosofía
Jonah Stagner comenzó a desarrollar Phrogram (KPL) cuando quiso enseñar a sus hijos a programar. Descubrió que las herramientas y tecnologías no son en absoluto fáciles de usar para los principiantes. Desde entonces Jonah, Jon Schwartz, Walt Morrison y David Witus han formado el núcleo del Phrogram Team (Equipo Phrogram), trabajando en el producto (como extensiones llamadas add-in libraries) como un programa comercial destinado a la enseñanza del software y para dar valor a Phrogram con respecto a lenguaje de programación.
El principal objetivo de The Phrogram Company es distribuir un simple pero poderoso grupo de herramientas que hacen del aprender a programar algo fácil y divertido. Phrogram (KPL) se ha convertido en una gran herramienta para los programadores novatos por la facilidad para crear programas multimedia con sprites, música, efectos sonoros, animaciones y algunas opciones más. 
El objetivo secundario de Phrogram es proveer un lenguaje moderno con algunas opciones de lenguajes avanzados como C++, Java, Visual Basic y C#, y la sintaxis de Visual Basic, para hacer la transición entre estos lenguajes lo más sencilla posible. Phrogram (KPL) soporta programación orientada a objetos (OOP) y permite la definición de clases y de sus propiedades y métodos asociados, los cual provee a los programadores principiantes una introducción a la programación OOP.
Para lograr estos objetivos, los desarrolladores de Phrogram construyeron la Versión 2 sobre el reciente .NET Framework Version 2 (noviembre de 2005). Phrogram intenta ser completamente compatible con otros lenguajes que usen.NET Framework, por lo que esas "runtime libraries" pueden ser redistribuidas donde o a quien se quiera.

## Otra información
Phrogram es un software comercial con 30 días de prueba. La interfaz de usuario de Phrogram está disponible en 18 idiomas entre ellos inglés, español, ruso, chino y catalán. La web de KPL está actualmente disponible en inglés, español, francés, portugués y otros 5 idiomas. Todas las traducciones (menos inglés, que no es traducción) han sido creadas por una comunidad global de voluntarios, y la compañía anima a los usuarios a traducir.
A pesar de que KPL fue diseñada originalmente para niños de entre 10 y 14 años (de ahí su nombre, "Lenguaje de Programación para Niños"), es apropiado para programadores principiantes de cualquier edad, y de ahí el cambio de nombre. Es usado por mucha gente adulta que lo han descargado para aprender, o para sus hijos o estudiantes. Phrogram puede ser usado como lenguaje de programación a aprender en la escuela, en cualquier nivel de educación, desde primaria y secundaria hasta la Universidad. Actualmente es usado en las universidades de muchos países como Estados Unidos, Gran Bretaña, Canadá, México, Colombia, Rusia, Japón, Islandia, Suecia, República Checa, Eslovaquia, Portugal, Brasil, China, Guam, las Filipinas y Nueva Zelanda.[cita requerida]
Actualmente está fuera de servicio por falta de recursos.

## The Phrogram Company
KPL versión 2 fue liberada, renombrada como Phrogram. La nueva web de la comunidad es The Phrogram Company.